# Самообразовање
Самообразовање или самостално учење (самоучење) или аутодидактизам је посебан вид образовањa који се остварује сопственим напором, без вођства мајстора (наставника, професора) или институција (школа), тј. пo правилу без непосредне помоћи других људи. Појединац сам бира предмет који ће проучавати. Самообразовање може или не мора имати формално образовање, њихово проучавање може бити или допуна или алтернатива формалном образовању. 
У 21. веку, уз развијање технологије, класично образовање све више губи свој смисао у оном облику у ком је функционисао пре тридесет и више година. Због тога, све је чешћи проблем недостатка практичних и конкретних знања. Многа истраживања су утврдила да успех у учењу искључиво од нас самих.
Чести разлози самообразовања су жеља за одређивањем и применом сопственог стила учења, као и флексибилност стила учења и његове промене. Такво учење је текући процес, чији обим и природа варира од особе до особе. Индивидуални облик учења је пут у пожељну будућност учења, а развој информационо-комуникационих технологија је олакшао процес самообразовања.

## Етимологија
Аутодидактизам има своје корене у старогрчким речима αὐτός (аутос, сопство) и διδακτικός (дидактикос,  учење). Сродни израз дидактизам дефинише уметничку филозофију образовања.

## Терминологија
За опис самообразовања користе се различити изрази. Једна од њих је хеутагогија, коју су 2000. године основали Стјуарт Хазе и Крис Кенион са универзитета у Аустралији; други су самостално учење и самоодређено учење. У парадигми хеутагогије, полазник треба да буде у центру сопственог учења.

## Савремено образовање
Самообразовање је понекад додатак модерног образовања. Као додатак образовању, студенти су охрабрени да раде самосталније. Индустријска револуција створила је нове услове за само-усмерене ученике.

## Улога самообразовања на тржишту рада
Према подацима сајта Stack Overflow из 2016. године 69.1% програмера је самоуко.

## Будућа улога
Улога самообразовања и даље се истражује у приступима учења, заједно са другим важним циљевима образовања, као што су знање о садржају, епистемолошке праксе и сарадња. Како факултети и универзитети нуде програме учења на даљину, а средње школе пружају могућност сајбер школе за ученике К-12, технологија пружа бројне ресурсе који појединцима омогућавају самостално искуство учења. Неколико студија показује да ови програми функционишу најефикасније када је „учитељ“ или фацилитатор пун власник виртуелног простора како би подстакао широк спектар искустава да се окупе у мрежном формату. То омогућава самоуправљено учење да обухвати и одабрани пут истраживања информација, метода саморегулације и рефлективне дискусије како стручњака, тако и новајлија у одређеној области. Поред тога, масовни отворени онлајн курсеви (MOOC) олакшавају и прилагођавају самообразовање.
Анкета за Стек оверфлоу из 2016. године известила је да се због пораста самообразовања чини да је 69,1% софтверских програмера самоуки.

## Даље читање
- Bach, James Marcus. (2009). Secrets of a Buccaneer-Scholar: Self Education and the Pursuit of Passion. ISBN 978-1-4391-0908-3.
- Brown, Resa Steindel. (2006). The Call to Brilliance: A True Story to Inspire Parents and Educators. Fredric press. ISBN 0-9778369-0-8.
- Cameron, Brent and Meyer, Barbara. (2005). SelfDesign: Nurturing Genius Through Natural Learning. Sentient Publications. ISBN 1-59181-044-2.
- Hayes, Charles D. (1989). Self-University: The Price of Tuition Is the Desire to Learn. Your Degree Is a Better Life. ISBN 0-9621979-0-4.
- Hayes, Charles (2004). The Rapture of Maturity: A Legacy of Lifelong Learning. Autodidactic Press. ISBN 0-9621979-4-7.
- Hailey, Kendall. (1988). The Day I Became an Autodidact. Delacorte Press. ISBN 0-385-29636-3.
- Llewellyn, Grace. (1998). The Teenage Liberation Handbook: How to Quit School and Get a Real Life and Education. ISBN 0-9629591-7-0.
- Rancière, Jacques. Rancière, Jacques (1991). The Ignorant Schoolmaster: Five Lessons in Intellectual Emancipation. Stanford University Press. ISBN 0-8047-1969-1.. Stanford University Press.
- Solomon, Joan. (2003). The Passion to Learn: An Inquiry into Autodidactism. RoutledgeFalmer. ISBN 0-415-30418-0.
- Stark, Kio. (2013). Don't Go Back to School: A Handbook for Learning Anything. Greenglass Books. ISBN 978-0-9889490-0-3.
- McAuliffe, M.; Hargreaves, D.; Winter, A.; G Chadwick, G., „"Does pedagogy still rule?"” (PDF). Australasian Journal of Engineering Education. 15 (1). Архивирано из оригинала (PDF) 04. 10. 2011. г. Приступљено 20. 03. 2020., , Institution of Engineers Australia, 2009
- Hase, Stewart; Kenyon, Chris, "Heutagogy: A Child of Complexity Theory", Complicity: An International Journal of Complexity and Education, Volume 4 (2007), Number 1, pp. 111–118